# Emakhazeni
Emakhazeni – gmina w Republice Południowej Afryki, w prowincji Mpumalanga, w dystrykcie Nkangala. Siedzibą administracyjną gminy jest Belfast.